# 張瀾舊居
張瀾舊居位於四川省南充市順慶區，文物遺址年代判定為40年代。1996年9月16日公佈為四川省第四批省級文物保護單位。2006年5月25日列為第六批全國重點文物保護單位。